# توشيكي كايفو
توشيكي كايفو (باليابانية: 海部 俊樹 كايفو توشيكي) (2 يناير 1931 - 9 يناير 2022) سياسي ياباني شغل منصب رئيس الوزراء الياباني لمرتين.

## روابط خارجية
- توشيكي كايفو على موقع الموسوعة البريطانية (الإنجليزية)
- توشيكي كايفو على موقع مونزينجر (الألمانية)